# Vivianne Härri
Vivianne Härri (8 settembre 1999) è un'ex sciatrice alpina svizzera.

## Biografia
Originaria di Giswil e attiva dal gennaio del 2016, Vivianne Härri ha esordito in Coppa Europa il 24 gennaio 2017 a Davos in discesa libera (45ª) e in Coppa del Mondo il 7 marzo 2021 a Jasná in slalom gigante, senza completare la prova; nella medesima specialità ha ottenuto quattro podi in Coppa Europa – il primo il 15 gennaio 2022 a Orcières (3ª), l'ultimo il 13 dicembre 2022 a Ponte di Legno (3ª) – e il miglior risultato in Coppa del Mondo, l'11 marzo 2022 a Åre (14ª). Ha preso per l'ultima volta il via in Coppa del Mondo il 6 gennaio 2024 a Kranjska Gora in slalom gigante, senza qualificarsi per la seconda manche, e in Coppa Europa il 9 gennaio seguente a Sestriere nella medesima specialità, classificandosi 23ª in quella che sarebbe rimasta l'ultima gara della sua carriera. Non ha preso parte a rassegne olimpiche o iridate.

## Palmarès

### Coppa del Mondo
- Miglior piazzamento in classifica generale: 92ª nel 2022

### Coppa Europa
- Miglior piazzamento in classifica generale: 13ª nel 2022
- 4 podi:
  - 1 secondo posto
  - 3 terzi posti

### South American Cup
- Miglior piazzamento in classifica generale: 41ª nel 2024
- 1 podio:
  - 1 terzo posto

### Campionati svizzeri
- 2 medaglie:
  - 2 ori (combinata nel 2018; slalom gigante nel 2020)